# Kössen
Kössen är en kommun i distriktet Kitzbühel i det österrikiska förbundslandet Tyrolen. Kommunen har 4 580 invånare (2024) och gränsar i norr och öster till Tyskland. Kössen heter på den lokala dialekten Kessn.